# Mesosemia phace
Mesosemia phace is een vlindersoort uit de familie van de prachtvlinders (Riodinidae), onderfamilie Riodininae.
Mesosemia phace werd in 1903 beschreven door Godman.